# 吉姆·莫里森
詹姆斯·道格拉斯·“吉姆”·莫里森（英語：James Douglas "Jim" Morrison，1943年12月8日—1971年7月3日），是一位美国创作歌手和诗人，其最出名的身份是洛杉矶摇滚乐队門戶樂團的主唱。莫里森早年入迷于尼采、兰波和傑克·凱魯亞克的作品，并以自己的能力把它们与歌词相结合，使他成为史上最有艺术才华、最有影响力的创作歌手之一。他20岁时进入洛杉矶加州大学电影学院研究生班学习，毕业后与同学雷·曼札克等一共4人组成門戶樂團。莫里森因酗酒于27岁时在法国巴黎住处的浴缸中死亡，使他成为著名的27俱樂部的一员。死亡原因声称为海洛因过量，但由于没有进行解剖，真正死因至今仍有争议。莫里森葬于巴黎拉雪兹公墓。
莫里森闻名于在乐队表演时即兴创作并朗诵诗歌。因他狂野的性格和舞台风格，评论家和歌迷认为他是摇滚史上最有代表性的、极富魅力和开创性的前台人之一。《滾石雜誌》把他列为“史上最伟大的一百位歌手”榜单第47位，他在《经典摇滚》杂志“50位最伟大的摇滚歌手”中位列第22位。莫里森自称“高潮摇滚之王”。1993年和門戶樂團一起被引入搖滾名人堂。

## 後世
在奧利佛·史東1991年的傳記片中，吉姆·莫里森由方·基墨扮演。

## 脚注
1. ↑  "See e.g., Morrison poem backs climate plea （页面存档备份，存于）", BBC News, January 31, 2007.
2. ↑  Doland, Angela. . Associated Press Writer Verena von Derschau in Paris contributed to this report. USA Today. November 11, 2007  [December 7, 2012]. （原始内容存档于2012-06-22）.
3. ↑  Steve Huey. Jim Morrison: Biography （页面存档备份，存于）. Allmusic.
4. ↑  . Rolling Stone.   [February 1, 2013]. （原始内容存档于2018-06-16）.
5. ↑  May 2009. Classic Rock Magazine.
6. ↑  . Daytona Beach Morning Journal. October 30, 1970: 15  [05-07-2013]. （原始内容存档于2019-04-30）.
7. ↑  . 滾名人堂.   [2008-01-02]. （原始内容存档于2008-01-16）.